# 1. Fußball- und Sportverein Mainz 05 2010-2011
Questa voce raccoglie le informazioni riguardanti il  1. Fußball- und Sportverein Mainz 05  nelle competizioni ufficiali della stagione 2010-2011.

## Stagione
Nella stagione 2010-2011 il Magonza, allenato da Thomas Tuchel, concluse il campionato di Bundesliga al 5º posto. In coppa di Germania il Magonza fu eliminato al secondo turno dall'Alemannia Aquisgrana.

## Rosa
| N. |                               | Ruolo | Calciatore          |
| -- | ----------------------------- | ----- | ------------------- |
| 33 | Germania (bandiera)           | P     | Heinz Müller        |
| 1  | Germania (bandiera)           | P     | Martin Pieckenhagen |
| 29 | Germania (bandiera)           | P     | Christian Wetklo    |
| 26 | Germania (bandiera)           | D     | Niko Bungert        |
| 3  | Germania (bandiera)           | D     | Malik Fathi         |
| 22 | Austria (bandiera)            | D     | Christian Fuchs     |
| 5  | Germania (bandiera)           | D     | Eugen Gopko         |
| 15 | Germania (bandiera)           | D     | Jan Kirchhoff       |
| 24 | Ungheria (bandiera)           | D     | Zsolt Löw           |
| 4  | Macedonia del Nord (bandiera) | D     | Nikolče Noveski     |
| 2  | Danimarca (bandiera)          | D     | Bo Svensson         |
| 8  | Slovacchia (bandiera)         | D     | Radoslav Zabavník   |
| 6  | Germania (bandiera)           | C     | Marco Caligiuri     |

| N. |                        | Ruolo | Calciatore         |
| -- | ---------------------- | ----- | ------------------ |
| 16 | Germania (bandiera)    | C     | Florian Heller     |
| 18 | Germania (bandiera)    | C     | Lewis Holtby       |
| 25 | Austria (bandiera)     | C     | Andreas Ivanschitz |
| 20 | Stati Uniti (bandiera) | C     | Jared Jeffrey      |
| 21 | Slovacchia (bandiera)  | C     | Miroslav Karhan    |
| 7  | Polonia (bandiera)     | C     | Eugen Polanski     |
| 23 | Germania (bandiera)    | C     | Marcel Risse       |
| 10 | Rep. Ceca (bandiera)   | C     | Jan Šimák          |
| 19 | Colombia (bandiera)    | C     | Elkin Soto         |
| 9  | Tunisia (bandiera)     | A     | Sami Allagui       |
| 14 | Germania (bandiera)    | A     | André Schürrle     |
| 35 | Croazia (bandiera)     | A     | Petar Slišković    |
| 28 | Ungheria (bandiera)    | A     | Ádám Szalai        |

## Organigramma societario
Area tecnica
- Allenatore: Thomas Tuchel
- Allenatore in seconda: Arno Michels
- Preparatore dei portieri: Stephan Kuhnert
- Preparatori atletici: Axel Busenkell, Christopher Rohrbeck

## Risultati

### Bundesliga

#### Girone di andata
| Arbitro: | Gräfe |

|                        |           |  |
| Allagui 26’ Duncan 47’ | Marcatori |  |

| Arbitro: | Sippel |

|                          |           |                                             |
| Džeko 23’, 27’ Diego 30’ | Marcatori | 39’ Duncan 48’ Soto 58’ Schürrle 85’ Szalai |

| Arbitro: | Kinhöfer |

|                          |           |           |
| Bungert 71’ Schürrle 74’ | Marcatori | 20’ Lakić |

| Arbitro: | Schmidt |

|  |           |                        |
|  | Marcatori | 53’ Risse 61’ Schürrle |

| Arbitro: | Winkmann |

|                 |           |  |
| Holtby 72’, 90’ | Marcatori |  |

| Arbitro: | Rafati |

|                     |           |                        |
| Svensson 45’ (aut.) | Marcatori | 15’ Allagui 77’ Szalai |

| Arbitro: | Aytekin |

|                                                              |           |                       |
| Allagui 2’ Szalai 47’ Gustavo 59’ (aut.) Schürrle 74’ (rig.) | Marcatori | 41’ Ba 64’ Sigurðsson |

| Arbitro: | Brych |

|  |           |              |
|  | Marcatori | 89’ Guerrero |

| Arbitro: | Zwayer |

|  |           |                |
|  | Marcatori | 70’ Ivanschitz |

| Arbitro: | Weiner |

|  |           |                       |
|  | Marcatori | 26’ Götze 67’ Barrios |

| Arbitro: | Stark |

|                  |           |  |
| Cissé 64’ (rig.) | Marcatori |  |

| Arbitro: | Kircher |

|  |           |           |
|  | Marcatori | 44’ Pinto |

| Arbitro: | Rafati |

|               |           |                               |
| Reus 53’, 69’ | Marcatori | 64’ Schürrle 76’, 88’ Allagui |

| Arbitro: | Gagelmann |

|                                      |           |  |
| Schürrle 27’ Noveski 54’ Allagui 86’ | Marcatori |  |

| Arbitro: | Meyer |

|                            |           |                     |
| Russ 35’ Gkekas 84’ (rig.) | Marcatori | 42’ (rig.) Schürrle |

| Arbitro: | Brych |

|  |           |            |
|  | Marcatori | 30’ Farfán |

| Arbitro: | Sippel |

|                         |           |                                            |
| Lehmann 33’ (rig.), 63’ | Marcatori | 11’, 28’ Schürrle 41’ Szalai 83’ Caligiuri |

#### Girone di ritorno
| Arbitro: | Weiner |

|            |           |  |
| Harnik 79’ | Marcatori |  |

| Arbitro: | Perl |

|  |           |          |
|  | Marcatori | 82’ Kjær |

| Arbitro: | Stark |

|  |           |            |
|  | Marcatori | 23’ Holtby |

| Arbitro: | Schmidt |

|              |           |             |
| Schürrle 19’ | Marcatori | 90’ Pizarro |

| Arbitro: | Aytekin |

|                                     |           |                           |
| Podolski 3’, 55’ Novakovič 43’, 60’ | Marcatori | 31’ Allagui 89’ Slišković |

| Arbitro: | Kircher |

|             |           |                                        |
| Allagui 84’ | Marcatori | 9’ Schweinsteiger 50’ Müller 77’ Gómez |

| Arbitro: | Winkmann |

|           |           |                         |
| Alaba 83’ | Marcatori | 23’ Ivanschitz 86’ Soto |

| Arbitro: | Rafati |

|                       |           |                                        |
| Jansen 17’ Petrić 59’ | Marcatori | 56’, 82’ Schürrle 61’ Risse 88’ Heller |

| Arbitro: | Gagelmann |

|  |           |             |
|  | Marcatori | 82’ Augusto |

| Arbitro: | Brych |

|            |           |               |
| Hummels 8’ | Marcatori | 89’ Slišković |

| Arbitro: | Schmidt |

|             |           |          |
| Allagui 74’ | Marcatori | 1’ Cissé |

| Arbitro: | Kinhöfer |

|                            |           |  |
| Konan 45’ (rig.) Pinto 59’ | Marcatori |  |

| Arbitro: | Aytekin |

|              |           |  |
| Schürrle 87’ | Marcatori |  |

| Norimberga 24 aprile 2011, ore 17:30 CEST 31ª giornata | Norimberga | 0 – 0 referto | Magonza | easyCredit-Stadion (48 548 spett.)\| Arbitro: \| Gräfe \| |
| Arbitro:                                               | Gräfe      |               |         |                                                           |

| Arbitro: | Stark |

|                              |           |  |
| Ivanschitz 26’ Soto 38’, 44’ | Marcatori |  |

| Arbitro: | Rafati |

|               |           |                                     |
| Huntelaar 47’ | Marcatori | 52’ Schürrle 82’ Holtby 85’ Noveski |

| Arbitro: | Winkmann |

|                                 |           |             |
| Schürrle 58’ (rig.) Allagui 82’ | Marcatori | 42’ Lehmann |

### Coppa di Germania
| Arbitro: | Meyer |

|           |           |                 |
| Keser 83’ | Marcatori | 38’, 70’ Holtby |

| Arbitro: | Gagelmann |

|                    |           |            |
| Auer 26’ Höger 60’ | Marcatori | 68’ Szalai |

## Statistiche

### Statistiche di squadra
| Competizione      | Punti | In casa | In casa | In casa | In casa | In casa | In casa | In trasferta | In trasferta | In trasferta | In trasferta | In trasferta | In trasferta | Totale | Totale | Totale | Totale | Totale | Totale | DR  |
| Competizione      | Punti | G       | V       | N       | P       | Gf      | Gs      | G            | V            | N            | P            | Gf           | Gs           | G      | V      | N      | P      | Gf     | Gs     | DR  |
| ----------------- | ----- | ------- | ------- | ------- | ------- | ------- | ------- | ------------ | ------------ | ------------ | ------------ | ------------ | ------------ | ------ | ------ | ------ | ------ | ------ | ------ | --- |
| Bundesliga        | 58    | 17      | 8       | 2       | 7       | 22      | 16      | 17           | 10           | 2            | 5            | 30           | 23           | 34     | 18     | 4      | 12     | 52     | 39     | +13 |
| Coppa di Germania | -     | 0       | 0       | 0       | 0       | 0       | 0       | 2            | 1            | 0            | 1            | 3            | 3            | 2      | 1      | 0      | 1      | 3      | 3      | 0   |
| Totale            | -     | 17      | 8       | 2       | 7       | 22      | 16      | 19           | 11           | 2            | 6            | 33           | 26           | 36     | 19     | 4      | 13     | 55     | 42     | +13 |

### Andamento in campionato
| Giornata  | 1 | 2 | 3 | 4 | 5 | 6 | 7 | 8 | 9 | 10 | 11 | 12 | 13 | 14 | 15 | 16 | 17 | 18 | 19 | 20 | 21 | 22 | 23 | 24 | 25 | 26 | 27 | 28 | 29 | 30 | 31 | 32 | 33 | 34 |
| --------- | - | - | - | - | - | - | - | - | - | -- | -- | -- | -- | -- | -- | -- | -- | -- | -- | -- | -- | -- | -- | -- | -- | -- | -- | -- | -- | -- | -- | -- | -- | -- |
| Luogo     | C | T | C | T | C | T | C | C | T | C  | T  | C  | T  | C  | T  | C  | T  | T  | C  | T  | C  | T  | C  | T  | T  | C  | T  | C  | T  | C  | T  | C  | T  | C  |
| Risultato | V | V | V | V | V | V | V | P | V | P  | P  | P  | V  | V  | P  | P  | V  | P  | P  | V  | N  | P  | P  | V  | V  | P  | N  | N  | P  | V  | N  | V  | V  | V  |
| Posizione | 4 | 3 | 2 | 1 | 1 | 1 | 1 | 2 | 1 | 2  | 2  | 3  | 2  | 2  | 2  | 4  | 2  | 3  | 5  | 4  | 3  | 5  | 5  | 5  | 4  | 5  | 5  | 5  | 5  | 5  | 5  | 5  | 5  | 5  |

Legenda:

Luogo: C = Casa; T = Trasferta. Risultato: V = Vittoria; N = Pareggio; P = Sconfitta.

### Statistiche dei giocatori
| Giocatore       | Bundesliga | Bundesliga | Bundesliga  | Bundesliga | Coppa di Germania | Coppa di Germania | Coppa di Germania | Coppa di Germania | Totale   | Totale | Totale      | Totale     |
| Giocatore       | Presenze   | Reti       | Ammonizioni | Espulsioni | Presenze          | Reti              | Ammonizioni       | Espulsioni        | Presenze | Reti   | Ammonizioni | Espulsioni |
| --------------- | ---------- | ---------- | ----------- | ---------- | ----------------- | ----------------- | ----------------- | ----------------- | -------- | ------ | ----------- | ---------- |
| H. Müller       | 10         | 0          | 1           | 0          | -                 | -                 | -                 | -                 | 10       | 0      | 1           | 0          |
| M. Pieckenhagen | 1          | 0          | 0           | 0          | -                 | -                 | -                 | -                 | 1        | 0      | 0           | 0          |
| C. Wetklo       | 24         | 0          | 4           | 0          | 2                 | 0                 | 0                 | 0                 | 26       | 0      | 4           | 0          |
| N. Bungert      | 28         | 1          | 2           | 0          | 1                 | 0                 | 0                 | 0                 | 29       | 1      | 2           | 0          |
| M. Fathi        | 19         | 0          | 1           | 0          | 1                 | 0                 | 0                 | 0                 | 20       | 0      | 1           | 0          |
| C. Fuchs        | 31         | 0          | 6           | 0          | 2                 | 0                 | 0                 | 0                 | 33       | 0      | 6           | 0          |
| E. Gopko        | 1          | 0          | 0           | 0          | -                 | -                 | -                 | -                 | 1        | 0      | 0           | 0          |
| J. Kirchhoff    | 10         | 0          | 2           | 0          | -                 | -                 | -                 | -                 | 10       | 0      | 2           | 0          |
| Z. Löw          | -          | -          | -           | -          | -                 | -                 | -                 | -                 | -        | -      | -           | -          |
| N. Noveski      | 32         | 2          | 3           | 1          | 2                 | 0                 | 1                 | 0                 | 34       | 2      | 4           | 1          |
| B. Svensson     | 19         | 0          | 5           | 0          | 2                 | 0                 | 0                 | 0                 | 21       | 0      | 5           | 0          |
| R. Zabavník     | 20         | 0          | 5           | 0          | 1                 | 0                 | 1                 | 0                 | 21       | 0      | 6           | 0          |
| M. Caligiuri    | 22         | 1          | 2           | 0          | -                 | -                 | -                 | -                 | 22       | 1      | 2           | 0          |
| F. Heller       | 19         | 1          | 2           | 0          | 1                 | 0                 | 0                 | 0                 | 20       | 1      | 2           | 0          |
| L. Holtby       | 30         | 4          | 3           | 0          | 2                 | 2                 | 0                 | 0                 | 32       | 6      | 3           | 0          |
| A. Ivanschitz   | 20         | 3          | 0           | 0          | 2                 | 0                 | 0                 | 0                 | 22       | 3      | 0           | 0          |
| J. Jeffrey      | -          | -          | -           | -          | -                 | -                 | -                 | -                 | -        | -      | -           | -          |
| M. Karhan       | 13         | 0          | 1           | 0          | 2                 | 0                 | 0                 | 0                 | 15       | 0      | 1           | 0          |
| E. Polanski     | 28         | 0          | 10          | 0          | 1                 | 0                 | 0                 | 0                 | 29       | 0      | 10          | 0          |
| M. Risse        | 25         | 2          | 0           | 0          | 1                 | 0                 | 0                 | 0                 | 26       | 2      | 0           | 0          |
| J. Šimák        | 1          | 0          | 0           | 0          | 1                 | 0                 | 0                 | 0                 | 2        | 0      | 0           | 0          |
| E. Soto         | 26         | 4          | 3           | 0          | 2                 | 0                 | 0                 | 0                 | 28       | 4      | 3           | 0          |
| S. Allagui      | 28         | 10         | 1           | 0          | 2                 | 0                 | 0                 | 0                 | 30       | 10     | 1           | 0          |
| A. Schürrle     | 33         | 15         | 2           | 0          | 1                 | 0                 | 0                 | 0                 | 34       | 15     | 2           | 0          |
| P. Slišković    | 9          | 2          | 0           | 0          | -                 | -                 | -                 | -                 | 9        | 2      | 0           | 0          |
| Á. Szalai       | 20         | 4          | 1           | 0          | 2                 | 1                 | 0                 | 0                 | 22       | 5      | 1           | 0          |
| H. Babangida    | 1          | 0          | 0           | 0          | -                 | -                 | -                 | -                 | 1        | 0      | 0           | 0          |
| Duncan          | 5          | 2          | 0           | 0          | -                 | -                 | -                 | -                 | 5        | 2      | 0           | 0          |